# Karl Heinrich Menges
Karl Heinrich Menges (* 22. April 1908 in Frankfurt am Main; † 20. September 1999 in Wien) war ein deutscher Turkologe, Tungusologe, Altaist, Slavist, Dravidologe und Nostratist.

## Leben
Menges wurde in Frankfurt geboren und schloss dort 1926 das Abitur am Lessing-Gymnasium ab. Seine Sprachbegabung erregte unter anderem die Aufmerksamkeit von Karl August Wittfogel, der ihn als „Wunderschüler“ bezeichnete. Neben Latein und Griechisch hatte er als Wahlfächer Italienisch, Englisch sowie Hebräisch belegt und sich im Selbststudium mit dem Russischen beschäftigt.
Menges studierte an der Universität Frankfurt zunächst zwei Semester Ethnologie, Geografie, Meteorologie und Sinologie. Daneben besuchte er Lehrveranstaltungen zu Russisch und Bulgarisch und lernte Osmanisch. Danach studierte er zwei Semester in München Slawistik, Sanskrit, Osmanisch und Ethnologie. Im Frühling 1928 ging er nach Berlin und studierte dort weiter Slawistik, Turkologie und Allgemeine Sprachwissenschaft. Er nahm am Turkologenkongress in Baku sowie an einer Expedition nach Samarkand im Juni 1929 teil und unterhielt Kontakte zu sowjetischen Wissenschaftlern.
1930 bis 1932 studierte Menges weiter in Berlin und promovierte im Februar 1932. 1931 reiste er mit seinem Onkel durch Dalmatien, die Herzegowina und Bosnien.
1933 trat Menges eine Stelle als wissenschaftlicher Hilfsarbeiter bei der Orientalischen Kommission der Preußischen Akademie der Wissenschaften in Berlin unter dem Turkologen Willi Bang-Kaup an. Im gleichen Jahr reiste erneut in die Sowjetunion, wo er u. a. Jewgeni D. Poliwanow, Lew. W. Stscherba, Sergej Je. Malow und Leonid P. Potapow traf. Danach trat er die Nachfolge seines verstorbenen Lehrers Willi Bang als Professor für Turkologie an. Am Institut war er vor allem für die modernen Turksprachen und Annemarie von Gabain für das Alttürkische zuständig.
Nachdem Menges aufgrund seiner Kontakte in die Sowjetunion festgenommen, wieder freigelassen, aber wohl weiterhin bespitzelt und immer wieder verhört wurde und in einem Prozess gegen eine Gruppe von Berliner Kommunisten aussagen musste, verließ er Deutschland im Dezember 1936. Er lebte zunächst ein Jahr in Prag, danach einige Monate in Budapest und folgte schließlich im September 1937 einer Einladung in die Türkei.
In Ankara lehrte Menges an der Tarih, Dil ve Coğrafya Fakültesi Russisch. Auch in der Türkei wurde er von der NSDAP bespitzelt.
Im Frühjahr 1940 folgte Menges einem Ruf an die Columbia University. Er reiste auf dem Landweg über Moskau und Wladiwostok, danach weiter über Tokio und Honolulu und landete im August 1940 in San Francisco. Im September traf er in New York ein und begann seine Lehrtätigkeit am Department of East European Languages der Columbia University. Bald unterrichtete er nicht nur Altkirchenslawisch, Russisch und russische Literatur, sondern auch Altuigurisch. 1947 wurde Menges Associate Professor of Slavic and Altaic Languages. Er arbeitete u. a. am Chinese History Project mit und lehrte auch Mandschurisch. 1956 wurde er Professor of Altaic Philology.
Seit den 1960er Jahren befasste sich Menges mit der Annahme des Nostratischen, d. h. einer genetischen Verwandtschaft der indogermanischen, altaischen, uralischen, dravidischen, semito-hamitischen bzw. afroasiatischen und kartvelischen Sprachfamilien.
1976 wurde Menges emeritiert.
Nach einem Forschungsaufenthalt in Leningrad ging er 1977 samt seiner umfangreichen Bibliothek als Gastprofessor für Turkologie an die Universität Wien, wo er bis kurz vor seinem Tode lehrte und forschte.
Er war unter anderem Mitglied der Société asiatique mit Sitz in Paris, der Royal Central Asian Society in London, der Société Finno-Ougrienne in Helsinki, der Société d’Iranologie in Teheran, der Societas Uralo-Altaica in Göttingen bzw. Hamburg und der International Association of Tamil Research in Kuala Lumpur bzw. Madras.

## Veröffentlichungen (Auswahl)
- Glossar zu den volkskundlichen Texten aus Ost-Türkistan II (= Abhandlungen der Akademie der Wissenschaften und der Literatur. Geistes- und sozialwissenschaftliche Klasse. Jahrgang 1954, Band 14).
- Das Čaỿatajische in der persischen Darstellung vón Mīrzā Mahdī Xān (= Abhandlungen der geistes- und sozialwissenschaftlichen Klasse der Akademie der Wissenschaften und der Literatur in Mainz. Jahrgang 1956, Nr. 9).